# Савельева, Эра Михайловна
Эра Михайловна Савельева (6 июля 1913, Баку — 25 апреля 1985, Москва) — советский кинооператор и кинорежиссёр. Заслуженный деятель искусств РСФСР (1968). .

## Биография
Родилась 6 июля 1913 года в Баку. В кино — с 1933 года. В 1936 году окончила операторский факультет ВГИКа. Была ассистентом оператора, вторым оператором у своего учителя оператора Б. И. Волчека на картинах «Ленин в 1918 году», «Ленин в Октябре», «Мечта». В 1942 году стала его сооператором-постановщиком. Сняла вместе с ним фильмы «Убийцы выходят на дорогу» и «Во имя Родины» (режиссёра В. И. Пудовкина) и фильм «Человек №217» (режиссёра М. И. Ромма). Член ВКП(б) с 1940 года
Эра Савельева участвовала в усовершенствовании киносъёмочной техники, изобретала оригинальные приспособления, дававшие неожиданные интересные результаты (например, в сцене преследования танком молоденького солдата в фильме Г. Н. Чухрая «Баллада о солдате»).
Киновед Майя Туровская отмечает эти эффектные кадры в очень мягкой и лирической операторской работе В. Николаева и Э. Савельевой. 

«Есть в тональности этого фильма — в светлом строе тонкоствольных берёзок, плывущих за окнами вагона, в юных лицах Алеши и Шурочки, просвеченных лучом солнца сквозь щели теплушки, в чистоте и недосказанности их отношений, в плавном, немного замедленном, как будто напевном ритме, в каком один эпизод переливается в другой, — нечто, не укладывающееся в рамки хроники, которая составляет его внешнюю форму; в реальности и жизненной достоверности его эпизодов — нечто идеальное».— киновед Майя Туровская
В 1978 году выступила в роли режиссёра и сценариста, поставив художественный фильм «Старомодная комедия» с А. Б. Фрейндлих и И. П. Владимировым в главных ролях.

## Награды
- орден «Знак Почёта» (12.4.1974)
- заслуженный деятель искусств РСФСР (1968)

## Фильмография

### Оператор
- 1942 — Убийцы выходят на дорогу (совместно с Б. И. Волчеком), реж. В. И. Пудовкин, Ю. В. Тарич
- 1943 — Во имя Родины (совместно с Б. И. Волчеком), реж. Д. И. Васильев, В. И. Пудовкин
- 1944 — Человек № 217 (совместно с Б. И. Волчеком), реж. М. И. Ромм
- 1952 — В Никитском ботаническом саду, видовой фильм (совместно с Ф. Б. Добронравовым), реж. Ю. Н. Озеров
- 1953 — Арена смелых (совместно с Ф. В. Фирсовым), реж. С. Н. Гуров, Ю. Н. Озеров
- 1954 — В праздничный вечер (совместно с Ф. Б. Добронравовым), реж. Ю. Н. Озеров
- 1956 — Выигрышный билет (к/м)
- 1956 — Как он лгал её мужу (к/м), реж. Т. Б. Березанцева
- 1956 — Челкаш (к/м; совместно с Н. С. Ренковым), реж. Ф. И. Филиппов
- 1957 — Семья Ульяновых, реж. В. И. Невзоров
- 1959 — Баллада о солдате (совместно с В. В. Николаевым), реж. Г.Н. Чухрай
- 1960 — Яша Топорков, реж. Е. Е. Карелов
- 1960 — Воскресение (совместно с С. С. Полуяновым), реж. М. А. Швейцер
- 1961 — В пути (к/м), реж. М. И. Анджапаридзе
- 1963 — Слуша-ай!.., реж. М. И. Анджапаридзе
- 1964 — Фитиль (к/м), сюжет «Ягодки»
- 1965 — Наш дом, реж. В. М. Пронин
- 1966 — Человек, которого я люблю, реж. Ю. Ю. Карасик
- 1968 — По Руси
- 1970 — Расплата, реж. Ф. И. Филиппов
- 1973 — Это сильнее меня, реж. Ф. И. Филиппов
- 1974 — Большой аттракцион, реж. В. М. Георгиев
- 1977 — Ах, любовь

### Режиссёр
- 1977 — Ах, любовь (совместно с Батрбеком Дзбоевым и Маирбеком Цихиевым)
- 1978 — Старомодная комедия